# 대한민국의 잡지 목록
다음은 대한민국에서 발간되는 잡지의 목록이다.

## 현재 발간되는 잡지

### 여성·생활
| 잡지 이름             | 창간년도    | 발행사         | 발행 형태 | 비고                  |
| --------------------- | ----------- | -------------- | --------- | --------------------- |
| 여성조선              | 2000년 5월  | 조선뉴스프레스 | 월간      | 가정조선, FEEL의 후신 |
| 여성동아              | 1967년 11월 | 동아일보       | 월간      |                       |
| 퀸                    | 1990년 7월  | 매거진 플러스  | 월간      |                       |
| 우먼센스              | 1988년 8월  | 서울문화사     | 월간      |                       |
| 리빙센스              | 1990년 8월  | 서울문화사     | 월간      |                       |
| 주부생활              | 1965년 4월  | 더북컴퍼니     | 월간      |                       |
| 행복이 가득한 집      | 1987년 9월  | 디자인하우스   | 월간      |                       |
| 메종                  | 1994년 11월 | MCK            | 월간      |                       |
| 까사리빙              | 2000년 4월  | 시공사         | 월간      |                       |
| 피앤피에이전시 매거진 | 2024년 4월  | 피앤피에이전시 | 월간      |                       |

### 남성·패션
| 잡지 이름              | 창간년도    | 발행사                        | 발행 형태 |
| ---------------------- | ----------- | ----------------------------- | --------- |
| 쎄씨                   | 1994년 10월 | J contentree M&B              | 월간      |
| 인스타일               | 2003년 3월  | J contentree M&B              | 월간      |
| 엘르                   | 1992년 11월 | J contentree M&B              | 월간      |
| 코스모폴리탄           | 2000년 9월  | J contentree M&B              | 월간      |
| 보그 (잡지)            | 1996년 8월  | 두산매거진                    | 월간      |
| GQ (잡지)              | 2001년 3월  | 두산매거진                    | 월간      |
| 얼루어 코리아          | 2003년 8월  | 두산매거진                    | 월간      |
| W (잡지)               | 2005년 3월  | 두산매거진                    | 월간      |
| GQ 스타일              | 2012년 9월  | 두산매거진                    | 계간      |
| 싱글즈 (잡지)          | 2004년 9월  | 더북컴패니                    | 월간      |
| 마리끌레르             | 1993년 3월  | MCK                           | 월간      |
| 뷰티쁠                 | 2011년 3월  | 더북컴패니                    | 월간      |
| Geek                   | 2012년 9월  | 더북컴패니                    | 월간      |
| 마리 끌레르 2 액세서리 | 2012년 4월  | 더북컴패니                    | 계간      |
| 에스콰이어 (잡지)      | 1996년 7월  | 가야미디어                    | 월간      |
| 하퍼스 바자            | 1996년 7월  | 가야미디어                    | 월간      |
| 아레나 옴므 플러스     | 2006년 3월  | 서울문화사                    | 월간      |
| 나일론 (잡지)          | 2008년 9월  | 서울문화사                    | 월간      |
| 그라치아 코리아        | 2013년 2월  | 서울문화사                    | 격주간    |
| 맨즈 헬스              | 2006년 3월  | 디자인하우스                  | 월간      |
| 더 셀러브리티          | 2013년 11월 | 디자인하우스, SM 엔터테인먼트 | 월간      |
| 퍼스트룩               | 2011년 7월  | CJ E&M                        | 격주간    |
| 맥심 (잡지)            | 2002년 11월 | 와이 미디어                   | 월간      |
| 로피시엘 옴므          | 2011년 8월  | 머니투데이                    | 월간      |
| 레옹 (잡지)            | 2012년 3월  | 머니투데이                    | 월간      |
| 뷰티클럽               | 2004년 3월  | 뷰티클럽                      | 월간      |
| 패션비즈               | 2000년 4월  | 섬유저널                      | 월간      |
| 패션지오               | 2000년 6월  | 패션지오                      | 월간      |

### 쇼핑
| 잡지 이름       | 창간년도    | 발행사                     | 발행 형태 | 비고                                                                                                |
| --------------- | ----------- | -------------------------- | --------- | --------------------------------------------------------------------------------------------------- |
| HEREN           | 2006년 10월 | J contentree M&B           | 월간      | |
| 럭셔리          | 2001년 3월  | 디자인하우스               | 월간      | |
| 신세계 스타일   | 2006년 3월  | 신세계백화점               | 격월간    | 신세계백화점 VIP 고객을 위한 잡지로 신세계 브랜드 계열사가 속해있는 전 지점에서만 볼 수 있다.       |
| 에비뉴엘        | 2005년 2월  | 더북컴패니                 | 월간      | 롯데백화점 VIP 고객을 위한 잡지로 롯데 브랜드 계열사가 속해있는 전 지점과 전국 서점에서 볼 수 있다. |
| 스타일 H        | 2005년 2월  | 디자인하우스               | 월간      | 현대백화점 VIP 고객을 위한 잡지로 현대 백화점 전 지점에서만 볼 수 있다.                             |
| 더 갤러리아     | 2005년 2월  | 두산매거진                 | 월간      | 갤러리아백화점 VIP 고객을 위한 잡지로 갤러리아 백화점 전 지점에서만 볼 수 있다.                     |
| 네이버 (잡지)   | 1996년 3월  | 가야미디어                 | 월간      | |
| 노블레스 (잡지) | 1990년 9월  | 노블레스 미디어 인터내셔날 | 월간      | |
| 뮤인            | 2007년 10월 | WE 미디어                  | 월간      | |
| 크로노스 (잡지) | 2009년 3월  | 시공사                     | 격월간    | 시계 전문 잡지                                                                                      |
| 레뷰 데 몽트르  | 2014년 2월  | 머니투데이                 | 격월간    | 시계 전문 잡지                                                                                      |

### 웨딩
| 잡지 이름       | 창간년도    | 발행사           | 발행 형태 |
| --------------- | ----------- | ---------------- | --------- |
| 마이웨딩        | 1993년 8월  | 디자인하우스     | 월간      |
| 인스타일 웨딩   | 2014년 1월  | J contentree M&B | 월간      |
| 엘르 브라이드   | 2014년 11월 | 허스트중앙       | 계간      |
| 싱글즈 웨딩     | 2013년 3월  | 더북컴패니       | 계간      |
| 마리끌레르 웨딩 | 2013년 9월  | MCK              | 계간      |

### 시사·경제

#### 시사·정보
| 잡지 이름                  | 창간년도                            | 발행사              | 발행 형태 | 비고                          |
| -------------------------- | ----------------------------------- | ------------------- | --------- | ----------------------------- |
| 주간조선                   | 1968년 10월                         | 조선뉴스프레스      | 주간      |                               |
| 월간조선                   | 1980년 4월                          | 조선뉴스프레스      | 월간      |                               |
| 주간동아                   | 1995년 9월                          | 동아일보            | 주간      | 1995년 9월: NEWS+ 전신        |
| 신동아                     | 1931년 11월 창간, (1964년 9월 복간) | 동아일보            | 월간      |                               |
| 뉴스위크 한국판            | 1991년 10월                         | 중앙일보 시사미디어 | 주간      |                               |
| 월간중앙                   | 1968년 4월 창간, (1999년 2월 복간)  | 중앙일보 시사미디어 | 월간      | 1995년 4월: WIN으로 변경      |
| 주간경향                   | 1968년 11월 창간, (2008년 9월 복간) | 경향신문            | 주간      | 1992년 6월: 뉴스메이커로 변경 |
| 한겨레21                   | 1994년 3월                          | 한겨레신문          | 주간      |                               |
| 시사저널                   | 1989년 10월                         | 시사저널            | 주간      |                               |
| 시사IN                     | 2007년 9월                          | 참언론              | 주간      |                               |
| 인물과 사상                | 1998년 5월                          | 인물과 사상사       | 월간      |                               |
| 녹색평론                   | 1991년 5월                          | 녹색평론사          | 격월간    |                               |
| 르몽드 디플로마티크 한국판 | 2008년 10월                         | 르몽드코리아        | 월간      |                               |

#### 경제
| 잡지 이름            | 창간년도                           | 발행사              | 발행 형태 |
| -------------------- | ---------------------------------- | ------------------- | --------- |
| 이코노미 조선        | 2004년 11월                        | 조선뉴스프레스      | 주간      |
| 동아 비즈니스 리뷰   | 2008년 1월                         | 동아일보사          | 격주간    |
| 하버드 비즈니스 리뷰 | 2014년 3월                         | 동아일보            | 월간      |
| 이코노미스트         | 1976년 1월 창간, (1984년 1월 복간) | 중앙일보 시사미디어 | 주간      |
| 포브스 코리아        | 2003년 3월                         | 중앙일보 시사미디어 | 월간      |
| 포춘 코리아          | 2009년 4월                         | HMG 퍼블리싱        | 월간      |
| 이코노미 인사이트    | 2010년 5월                         | 한겨레신문          | 월간      |
| 매경이코노미         | 1984년 1월                         | 매일경제신문        | 주간      |
| LUXMEN               | 2010년 10월                        | 매일경제신문        | 월간      |
| 한경비즈니스         | 1995년 12월                        | 한국경제매거진      | 주간      |
| 더스쿠프             | 2012년 7월                         | 더스쿠프            | 주간      |
| 머니 (잡지)          | 2005년 6월                         | 한국경제매거진      | 월간      |
| 캠퍼스 잡 & 조이     | 2010년 5월                         | 한국경제매거진      | 주간      |
| 1318 잡 & 조이       | 2013년 5월                         | 한국경제매거진      | 주간      |
| 리크루트 (잡지)      | 2002년 9월                         | 한경리크루트        | 월간      |
| 머니위크             | 2007년 10월                        | 머니투데이          | 주간      |
| 마이더스             | 2004년 3월                         | 연합뉴스            | 월간      |
| 이코노믹리뷰         | 2000년 4월                         | 이코노믹 리뷰       | 주간      |

### 문화

#### 문화 정보
| 잡지 이름   | 창간년도   | 발행사       | 발행 형태 |
| ----------- | ---------- | ------------ | --------- |
| 객석        | 1984년 3월 | 객석컴패니   | 월간      |
| City life   | 1990년 6월 | 매일경제신문 | 월간      |
| 연합 이매진 | 2010년 3월 | 연합뉴스     | 월간      |
| 월간 토마토 | 2007년 5월 | 월간토마토   | 월간      |

#### 영화
| 잡지 이름       | 창간년도    | 발행사     | 발행 형태 |
| --------------- | ----------- | ---------- | --------- |
| 씨네21          | 1995년 4월  | 씨네21     | 주간      |
| 매거진 M        | 2013년 1월  | 중앙일보   | 주간      |
| 캠퍼스 씨네21   | 2014년 4월  | 씨네21     | 주간      |
| 맥스무비 매거진 | 2013년 10월 | 케이앤그룹 | 월간      |

### 스포츠·레저

#### 골프
| 잡지 이름           | 창간년도    | 발행사          | 발행 형태 |
| ------------------- | ----------- | --------------- | --------- |
| 골프 다이제스트     | 1998년 9월  | 골프 다이제스트 | 월간      |
| 서울경제 골프매거진 | 1999년 10월 | HMG 퍼블리싱    | 월간      |
| GOLF FOR WOMEN      | 2002년 3월  | 매일경제신문    | 월간      |

#### 프로 스포츠
- 베스트일레븐 - 베스트일레븐, <월간 (축구)>
- 포포투 - 미디어윌 <월간 (축구)>
- DUGOUT - 대단한 미디어 <월간 (야구)>
- 점프볼 - J&J미디어 <월간 (농구)>
- 루키 - 루키 <월간 (농구)>
- 더 바스켓 - 더바스켓 <월간 (농구)>
- 더 스파이크 - J&J미디어 <월간 (배구)>
- 테니스코리아 - 미디어윌 <월간 (테니스)>
- 배드민턴 코리아 - 경향북스 <월간 (배드민턴)>
- 배드민턴 - 스포츠미디어 <월간 (배드민턴)>
- 탁구 - 그린테이블 <월간 (탁구)>
- 빌리어즈 - 팔복원 <월간 (당구)>

#### 레저
- 월간 산 - 조선뉴스프레스 <월간 (등산)>
- 낚시춘추 - 다락원 <월간(낚시)>

### 자동차
| 잡지 이름      | 창간년도    | 발행사      | 발행 형태 |
| -------------- | ----------- | ----------- | --------- |
| 자동차생활     | 1984년 1월  | 자동차 생활 | 월간      |
| 탑 기어 (잡지) | 2005년 5월  | 프린피아    | 월간      |
| 모터트렌드     | 2005년 10월 | 가야미디어  | 월간      |

### 교통
- 모터바이크 - 1998년 창간
- 레일러 - 미래테크, 2010년 창간 <격월간>

### 자연.과학
| 잡지 이름                | 창간년도    | 발행사       | 발행 형태 |
| ------------------------ | ----------- | ------------ | --------- |
| 뉴턴 (잡지)              | 1985년 5월  | 뉴턴 코리아  | 월간      |
| 과학동아                 | 1986년 1월  | 동아사이언스 | 월간      |
| 내셔널 지오그래픽 (잡지) | 2000년 1월  | YBM          | 월간      |
| 파퓰러 사이언스          | 2000년 6월  | HMG퍼블리싱  | 월간      |
| 수학동아                 | 2009년 10월 | 동아일보     | 월간      |
| 아쿠아라이프             | 2013년 5월  | 아쿠아미디어 | 월간      |

### 어린이·만화
- 어린이과학동아 - 동아사이언스, <월간>
- 과학소년 - 빨간펜 <월간>
- 밍크 - 서울문화사, 1995년 창간
- 뷰티풀 라이프(계절호) - 절대교감, 2007년 창간
- 이슈 - 대원 씨아이, 1995년 창간
- 월간 파티 - 학산 문화사, 1997년 창간
- 뉴타입 한국어판, 1999년 창간
- 부킹 - 학산문화사, 1998년 창간
- 영챔프 - 대원씨아이, 1994년 창간
- 윙크 - 서울문화사, 1993년 창간
- 찬스 - 학산문화사, 1995년 창간
- 슈퍼챔프 -

#### 문학
- 현대문학 - 현대문학사, 1955년 창간
- 계간 발견 - 발견출판사, 2013년 창간
- 시와 창작 - 주식회사 책나무출판사, 2004년 창간

### 그 이외의 전문지
- C3 (건축과환경) - 1984년 9월 창간한 건축전문잡지, 2019년부터 격월간 전환
- 새교육 - 한국교육단체총연합회·한국교육신문, 1948년 창간
- 월간 건축문화 - 대한민국 건축잡지 1981년 4월 2일 창간
- 엠디저널 - (주)헬스투유, 1999년 창간, <월간>
- 열린시대 - 1999년 11월, 열린시대사, 계간
- 독서평설 - 지하철
- 한국논단
- 세상을 두드리는 사람 - 인권재단 사람, 인권 잡지. [(2005년)] 창간. <격월간>
- 베스트베이비 - 서울문화사, 1994년 창간
- 월간유아 - 유아림, 1984년 창간
- 양쥬 - 뮤크하우스,
- 맘&앙팡 - 디자인하우스,
- 베이비 - 삼성출판사
- 주니어 시사통 - 한솔교육, 2007년 창간
- 살림이야기 - 한살림, 2008년 창간 <계간>
- 기획회의 - 한국출판마케팅연구소, 1999년 창간
- 스트라드 한국판
- 그래픽 - 프로파간다, 2007년 창간 <계간>
- 마이크로소프트웨어 - 아이티조선, 1983년 창간
- 피씨사랑 - 컴퓨터생활, PC잡지. 1995년 창간
- 피씨라인 - 이피씨라인, 고급 PC사용자 대상 전문잡지
- 컴퓨터아트 - 컴퓨터 아트스,
- 엠톡 - 아이뉴스24,
- 게임저널 -
- 게이머즈 -
- 게임월드 -
- 기독교 사상 - 대한기독교서희, 1957년 창간
- 경향잡지 - 한국천주교중앙협의회, 1906년 창간
- 활천 - 기독교대한성결교회, 1922년 창간
- 복음과 상황 - 뉴스앤조이, 사회참여적인 복음주의 잡지. 1991년 창간
- 월간 소년 - (재)가톨릭출판사, 1960년 창간
- 현대종교 - 국제종교문제연구소, 1971년 창간
- 페이퍼 - 페이퍼프로덕션
- MODE - 모두투어네트워크
- 건강과근육 - Bodybuilding
- 굿모닝팝스 - 한국방송출판
- 소리사랑 - 도서출판 허브
- 기계기술 - (주)기술정보, 1974년 창간
- 임베디드월드 - 2002년 창간
- 전자부품(EPNC) - 1988년 창간
- CCTV뉴스 - 2009년 창간
- 디스플레이 - (주)기술정보
- 인쇄문화 - 이영북스
- 매거진B - 제이오에이치컴퍼니, 2011년 창간

## 폐간·휴간된 잡지

### 일제강점기때 발간된 잡지
- 아이생활 - 성서원, 1926년 창간, 1944년 폐간
- 신가정 - 동아일보사, 1933년 창간, 1936년 폐간
- 중앙 - 조선중앙일보사, 1933년 창간, 1936년 폐간
- 조광 - 조선일보사, 1935년 창간, 1944년 8월 폐간
- 소년중앙 - 조선중앙일보사, 1935년 창간, 1940년 폐간
- 여성 - 동아일보사, 1936년 창간, 1940년 폐간

### 광복 이후에 발간된 잡지

#### 여성·생활
| 잡지 이름   | 창간년도                            | 폐간년도                        | 발행사           | 발행 형태 | 비고                                                      |
| ----------- | ----------------------------------- | ------------------------------- | ---------------- | --------- | --------------------------------------------------------- |
| 가정조선    | 1985년 1월                          | 1993년 8월                      | 조선일보         | 월간      |                                                           |
| FEEL        | 1993년 9월                          | 2000년 4월                      | 조선일보         | 월간      |                                                           |
| 멋          | 1984년 5월                          | 1993년 3월                      | 동아일보         | 월간      |                                                           |
| let's       | 1995년 11월                         | 1998년 9월                      | 동아일보         | 월간      |                                                           |
| 여성중앙    | 1970년 1월 창간 1998년 10월 재 창간 | 1995년 3월 휴간 2018년 1월 폐간 | JTBC PLUS        | 월간      |                                                           |
| 영레이디    | 1981년 9월                          | 1994년 9월                      | 중앙일보         | 월간      |                                                           |
| Labelle     | 1990년 3월                          | 2001년 5월                      | 중앙M&B          | 월간      |                                                           |
| Lemon Tree  | 2001년 7월                          | 2015년 7월                      | J contentree M&B | 월간      |                                                           |
| 주간여성    | 1969년 1월                          | 1993년 12월                     | 한국일보         | 주간      |                                                           |
| 레이디 경향 | 1982년 4월                          | 2016년 4월                      | 경향신문         | 월간      | 1982년 4월 ~ 1990년 10월: 격주간 1990년 11월 ~ 폐간: 월간 |
| 에센        | 1998년 3월                          | 2016년 7월                      | 서울문화사       | 월간      |                                                           |
| Elle Decor  | 2008년 Spring                       | 2017년 Fall                     | 허스트중앙       | 계간      |                                                           |

#### 남성·패션
| 잡지 이름 | 창간년도 | 폐간년도 | 발행사 | 발행 형태 | 비고 |
| --------- | -------- | -------- | ------ | --------- | ---- |

#### 기타
- PC저널 게이머 -
- 게임피아 - 한국방송출판, 1995년 창간, 2003년 폐간
- 계간 만화 - 씨앤씨 레볼루션, 2003년 창간, 2005년 여름호 이후 휴간
- 드림아웃, 2007년 창간호 이후 폐간
- 보물섬 - 육영재단, 1982년 창간, 1996년 폐간
- 사상계 - 사상계사, 1953년 창간, 1970년 폐간
- 새벗 - 성서원, 1952년 복간, 2002년 폐간
- 새소년 - 새소년사, 어문각, 예음, 1964년 창간, 1989년 폐간
- 선데이 서울 - 서울신문사, 1968년 창간, 1991년 폐간
- 세대 - 세데사, 1963년 창간, 1979년 폐간
- 소년경향 - 1983년 창간, 1988년 폐간
- 소년중앙 - 중앙일보사, 1969년 창간, 1994년 폐간
- 스크린 - 스크린M&B, 1984년 창간
- 신디 더 퍼키 - 피앤씨미디어, 1998년 창간, 2008년 폐간
- 스포츠2.0 - 주식회사 미디어2.0, 2006년 창간, 2008년 휴간
- 에꼴 - 서울문화사, 1995년 창간, 2008년 폐간
- 엑스칼리버 - 초록배매직스, 1997년 창간, 1997년 폐간
- 영점프 - 서울문화사, 1994년 창간, 2003년 폐간
- 오후 - 시공사, 2003년 창간, 2004년 폐간
- 유행통신 - 시공사, 1998년 창간, 2007년 폐간
- 인섹트매니아 - 월간 자연과생태 출판사에서 발매했다가 8개월만에 휴간하며 자연과생태 잡지로 통합(2009년 12월 창간)
- 주간 한국 - 한국일보사, 1964년 창간
- 쥬디 - 대원씨아이, 2000년 창간, 2002년 폐간
- 카비전 - 1991년 창간, 2009년 폐간
- 키노 - 키노네트, 1995년 창간, 2006년 폐간
- 키키 - 중앙일보사, 1998년 창간, 2005년 폐간
- 판타스틱 (잡지) - 2007년 창간, 2009년 계간지 전환, 2010년 월간지 복귀후 휴간
- 팝툰 - 씨네21 법인, 2007년 창간, 2010년 휴간
- 팡팡 - 대원씨아이, 1994년 창간, 2006년 폐간
- 프리미어 한국판 - 1995년 12월 창간, 2009년 3월 폐간
- 필름2.0 - 주식회사 미디어2.0, 2000년 12월 창간, 2008년 12월 휴간
- 허브 - 도서출판 허브, 2004년 창간, 2006년 폐간
- 생각쟁이 - 웅진씽크빅, 1998년 창간, 2016년 폐간
- 119매거진 - MGN119, 1989년 창간, 2012년 폐간